# مکان تاریک
مکان تاریک (انگلیسی: The Dark Place) فیلمی در ژانر معمایی است که در سال ۲۰۱۴ منتشر شد. از بازیگران آن می‌توان به برنت کوریگان اشاره کرد.